# Mihail Râmniceanu
Mihail Râmniceanu (n. 1890 – d. 1957) a fost un colonel român care a luptat în cel de-al Doilea Război Mondial. În perioada septembrie 1940 - martie 1941, colonelul Mihail Râmniceanu a deținut demnitatea de șef al Casei Militare Regale și de mareșal al Curții Regale.

## Decorații
- Ordinul „Coroana României” în gradul de Comandor (8 iunie 1940)[3]

## Legături externe
- en  Generals.dk